# وایت لیک (نیویورک)
وایت لیک (به انگلیسی: White Lake) یک منطقهٔ مسکونی در ایالات متحده آمریکا است که در شهرستان سولیوان، نیویورک واقع شده‌است.